# Arrondissement Saint-Dizier
Das Arrondissement Saint-Dizier ist eine Verwaltungseinheit des französischen Départements Haute-Marne innerhalb der Region Grand Est. Hauptort (Sitz der Unterpräfektur) ist Saint-Dizier.
Im Arrondissement liegen acht Wahlkreise (Kantone) und 111 Gemeinden.

## Wahlkreise
- Kanton Bologne (mit 5 von 38 Gemeinden)
- Kanton Eurville-Bienville
- Kanton Joinville
- Kanton Poissons (mit 18 von 66 Gemeinden)
- Kanton Saint-Dizier-1
- Kanton Saint-Dizier-2
- Kanton Saint-Dizier-3
- Kanton Wassy

## Gemeinden
Die Gemeinden des Arrondissements Saint-Dizier sind:
| 1. Aingoulaincourt (52004)             | 2. Allichamps (52006)                | 3. Ambonville (52007)                | 4. Annonville (52012)                        |
| 5. Arnancourt (52019)                  | 6. Attancourt (52021)                | 7. Autigny-le-Grand (52029)          | 8. Autigny-le-Petit (52030)                  |
| 9. Bailly-aux-Forges (52034)           | 10. Baudrecourt (52039)              | 11. Bayard-sur-Marne (52265)         | 12. Bettancourt-la-Ferrée (52045)            |
| 13. Beurville (52047)                  | 14. Blécourt (52055)                 | 15. Blumeray (52057)                 | 16. Bouzancourt (52065)                      |
| 17. Brachay (52066)                    | 18. Brousseval (52079)               | 19. Ceffonds (52088)                 | 20. Cerisières (52091)                       |
| 21. Chamouilley (52099)                | 22. Chancenay (52104)                | 23. Charmes-en-l’Angle (52109)       | 24. Charmes-la-Grande (52110)                |
| 25. Chatonrupt-Sommermont (52118)      | 26. Chevillon (52123)                | 27. Cirey-sur-Blaise (52129)         | 28. Cirfontaines-en-Ornois (52131)           |
| 29. Courcelles-sur-Blaise (52149)      | 30. Curel (52156)                    | 31. Domblain (52169)                 | 32. Dommartin-le-Franc (52171)               |
| 33. Dommartin-le-Saint-Père (52172)    | 34. Domremy-Landéville (52173)       | 35. Donjeux (52175)                  | 36. Doulaincourt-Saucourt (52177)            |
| 37. Doulevant-le-Château (52178)       | 38. Doulevant-le-Petit (52179)       | 39. Échenay (52181)                  | 40. Éclaron-Braucourt-Sainte-Livière (52182) |
| 41. Effincourt (52184)                 | 42. Épizon (52187)                   | 43. Eurville-Bienville (52194)       | 44. Fays (52198)                             |
| 45. Ferrière-et-Lafolie (52199)        | 46. Flammerécourt (52201)            | 47. Fontaines-sur-Marne (52203)      | 48. Frampas (52206)                          |
| 49. Fronville (52212)                  | 50. Germay (52218)                   | 51. Germisay (52219)                 | 52. Gillaumé (52222)                         |
| 53. Gudmont-Villiers (52230)           | 54. Guindrecourt-aux-Ormes (52231)   | 55. Hallignicourt (52235)            | 56. Humbécourt (52244)                       |
| 57. Joinville (52250)                  | 58. La Porte du Der (52331)          | 59. Laneuville-à-Rémy (52266)        | 60. Laneuville-au-Pont (52267)               |
| 61. Leschères-sur-le-Blaiseron (52284) | 62. Lezéville (52288)                | 63. Louvemont (52294)                | 64. Magneux (52300)                          |
| 65. Maizières (52302)                  | 66. Mathons (52316)                  | 67. Mertrud (52321)                  | 68. Moëslains (52327)                        |
| 69. Montreuil-sur-Blaise (52336)       | 70. Montreuil-sur-Thonnance (52337)  | 71. Morancourt (52341)               | 72. Mussey-sur-Marne (52346)                 |
| 73. Narcy (52347)                      | 74. Nomécourt (52356)                | 75. Noncourt-sur-le-Rongeant (52357) | 76. Nully (52359)                            |
| 77. Osne-le-Val (52370)                | 78. Pansey (52376)                   | 79. Paroy-sur-Saulx (52378)          | 80. Perthes (52386)                          |
| 81. Planrupt (52391)                   | 82. Poissons (52398)                 | 83. Rachecourt-sur-Marne (52414)     | 84. Rachecourt-Suzémont (52413)              |
| 85. Rives Dervoises (52411)            | 86. Roches-Bettaincourt (52044)      | 87. Roches-sur-Marne (52429)         | 88. Rouécourt (52436)                        |
| 89. Rouvroy-sur-Marne (52440)          | 90. Rupt (52442)                     | 91. Sailly (52443)                   | 92. Saint-Dizier (52448)                     |
| 93. Saint-Urbain-Maconcourt (52456)    | 94. Saudron (52463)                  | 95. Sommancourt (52475)              | 96. Sommevoire (52479)                       |
| 97. Suzannecourt (52484)               | 98. Thilleux (52487)                 | 99. Thonnance-lès-Joinville (52490)  | 100. Thonnance-les-Moulins (52491)           |
| 101. Trémilly (52495)                  | 102. Troisfontaines-la-Ville (52497) | 103. Valcourt (52500)                | 104. Valleret (52502)                        |
| 105. Vaux-sur-Blaise (52510)           | 106. Vaux-sur-Saint-Urbain (52511)   | 107. Vecqueville (52512)             | 108. Ville-en-Blaisois (52528)               |
| 109. Villiers-en-Lieu (52534)          | 110. Voillecomte (52543)             | 111. Wassy (52550)                   |                                              |

## Ehemalige Gemeinden seit der landesweiten Neuordnung der Kantone
bis 2016:
Droyes, Longeville-sur-la-Laines, Louze, Montier-en-Der, Puellemontier, Robert-Magny